# Parathesis donnell-smithii
Parathesis donnell-smithii är en viveväxtart som beskrevs av Carl Christian Mez. Parathesis donnell-smithii ingår i släktet Parathesis och familjen viveväxter. Inga underarter finns listade i Catalogue of Life.